# Fuoriprogramma
Fuoriprogramma è un singolo del cantautore e rapper italiano Franco126, pubblicato il 17 dicembre 2021 come unico estratto dal primo EP Uscire di scena.

## Tracce
Testi di Federico Bertollini e Stefano Ceri, musiche di Federico Bertollini, Stefano Ceri e Ramiro Levy.
1. Fuoriprogramma – 3:00